# Gamasellus losovensis
Gamasellus losovensis är en spindeldjursart som beskrevs av Pinchuk 1972. Gamasellus losovensis ingår i släktet Gamasellus och familjen Ologamasidae. Inga underarter finns listade i Catalogue of Life.